# Juan Zaragoza
Juan C. Zaragoza Gómez (Bayamón, 5 de octubre de 1959) es un contador público, senador y precandidato a la gobernación de Puerto Rico. Actualmente ocupa un escaño por acumulación en el Senado de Puerto Rico y previamente fungió como Secretario de Hacienda durante la administración de Alejandro García Padilla. Es miembro de y precandidato a la gobernación por el Partido Popular Democrático.

## Primeros años y educación
Nació en Bayamón, Puerto Rico el 5 de octubre de 1959. Sus padres fueron José Ramón Zaragoza González y Gladys Gómez Hernández. Se graduó con honores del Colegio Nuestra Señora del Pilar en Río Piedras. Posee un bachillerato en administración de empresas de la Universidad de Puerto Rico, Recinto de Río Piedras y una maestría en la misma concentración de la Universidad de Indiana, Bloomington. Obtuvo ambos grados con calificación magna cum laude. Zaragoza es un contador público autorizado.

## Carrera política
En febrero de 1989 se convierte en Secretario Auxiliar de Rentas Internas dentro del Departamento de Hacienda. Ocupó esta posición hasta 1993. Como parte de este cargo, fue el responsable de implementar la reforma contributiva de 1987. El 15 de octubre de 2014, el gobernador Alejandro García Padilla lo nombra como Secretario de Hacienda, siendo confirmado por el Senado el 13 de noviembre del mismo año. 
El 15 de agosto de 2019 anunció su precandidatura a la gobernación en las elecciones de 2020. Sin embargo, el 22 de diciembre del mismo año retiró su candidatura y optó por aspirar a senador por acumulación. Resultó electo para dicho cargo en las elecciones legislativas. Al asumir el cargo fue nombrado presidente de la Comisión  de hacienda, asuntos federales y junta de control fiscal.
El 30 de enero de 2023 anunció su interés por buscar la candidatura del PPD a la gobernación en las elecciones de 2024.

## Vida personal
Zaragoza padece de una enfermedad renal poliquística por lo que necesitó un trasplante de riñón. El trasplante se completó el 31 de mayo de 2023 y su hermana Gladys fue la donante.

## Historial electoral
| Elección | Cargo                   | Tipo      | Partido | Partido | Votos  | %     | Posición | Resultado |
| -------- | ----------------------- | --------- | ------- | ------- | ------ | ----- | -------- | --------- |
| 2020     | Senador por acumulación | Generales |         | PPD     | 73,809 | 6.09  | 5.º      | Electo    |
| 2024     | Gobernador              | Primarias |         | PPD     | 51,534 | 38.29 | 2.º      | Derrotado |